# Sterilizace (antikoncepce)
Sterilizace v lékařství se zabývá zbavením rozmnožovací schopnosti jedince. Sterilizací rozumíme umělé vyvolání sterility, kterého se dosahuje chirurgickým přerušením, uzavřením nebo odstraněním vejcovodů u ženy a přerušením chámovodů u muže (sterilizace podáním léků není známa). Sterilizace brání oplodnění, ale neodstraňuje ani nepoškozuje samotné pohlavní žlázy (na rozdíl od kastrace). V těle ženy ani muže nedochází k žádným hormonálním změnám po provedeném výkonu, proto patří z hormonálního pohledu k nejšetrnějším metodám antikoncepce. Každý, kdo se rozhodne nebo je mu doporučena sterilizace, musí být informován o nevratnosti provedeného výkonu a následné otěhotnění je možné již jen metodami in vitro fertilizace, IVF.
Sterilizaci ženy lze v současné době provádět laparotomicky (z otevřeného přístupu přes stěnu břišní, nejčastěji současně při císařském řezu), miniinvazivně laparoskopicky (nejčastěji z jednoho vpichu v místě pupku) a hysteroskopicky (uzávěr vejcovodů přes pochvu a dělohu). Sterilizace muže probíhá formou podvázání chámovodů.

## Způsoby provedení sterilizace[1]

### Sterilizace ženy
Sterilizace ženy se vykonává přerušením, obliterací (uzavřením) nebo až odstraněním vejcovodů, čímž je znemožněno putování vajíčka od vaječníků do dělohy a pochopitelně také jeho setkání se spermiemi. Lidské vajíčko má mikroskopický rozměr a v případě, že je jeho transport vejcovodem znemožněn, beze zbytku se vstřebá.

#### Sterilizace při laparotomii
Sterilizace při laparotomii – nejstarší způsob provedení sterilizace. Je provedeno zhmoždění nebo přerušení vejcovodů z otevřeného řezu břišní stěny (metoda dle Pomeroye – ohnutí vejcovodu a podvázání, následné odstřižení vzniklé kličky, metoda dle Madlenera – zhmoždění vejcovodu a naložení stehu). V současné době se nejčastěji tato metoda používá při císařském řezu nebo při otevřeném výkonu z jiného důvodu. Tento výkon prodlouží operaci asi o 1–2  minuty.

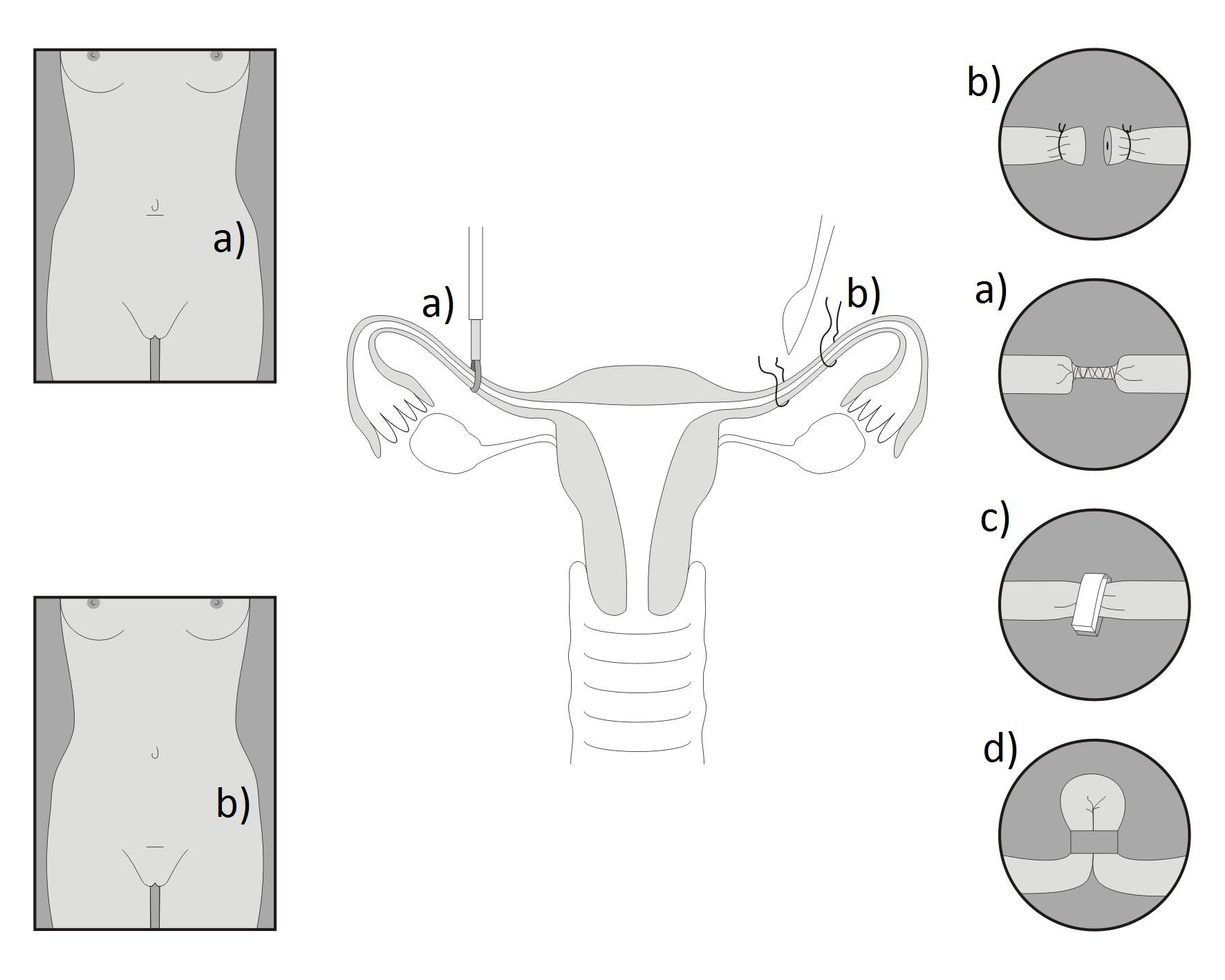
Obr. č. 1: Sterilizace ženy: a) zneprůchodnění vejcovodů laparoskopicky koagulací, b) zneprůchodnění vejcovodů podvazem, event. prostřižením, c) zaklipování vejcovodů, d) uzavření vejcovodů kroužky

Metoda z minilaparotomie – tato metoda se využívá pouze výjimečně. Je možná po spontánním porodu do 48 hodin, kdy se využívá toho, že děloha je ještě velká a dosahuje až k pupku, kde jsou z řezu o velikosti přibližně 5cm přerušeny vejcovody.
Tyto způsoby sterilizace jsou možné jen za užití anestézie, celkové nebo jen svodné (znecitlivění do páteře). 

#### Laparoskopická sterilizace
Laparoskopická sterilizace – začátkem 70. let 20. století se začala rozvíjet metoda laparoskopie a jedním z prvních výkonů byla právě sterilizace. Do dutiny břišní je nejčastěji v místě pupku z jednoho vpichu zaveden plyn a poté operační nástroj (laparoskop) s kamerou, světlem a pracovním kanálem (obsahuje elektrické pálení a nůžky). Vejcovod je možno uzavřít různými způsoby, jak je patrné na obrázku č. 1. Tento výkon vyžaduje krátkou celkovou narkózu, trvá zpravidla 15–20 minut. Po zavedení laparoskopu zůstává v oblasti pupku jen nepatrná jizvička.

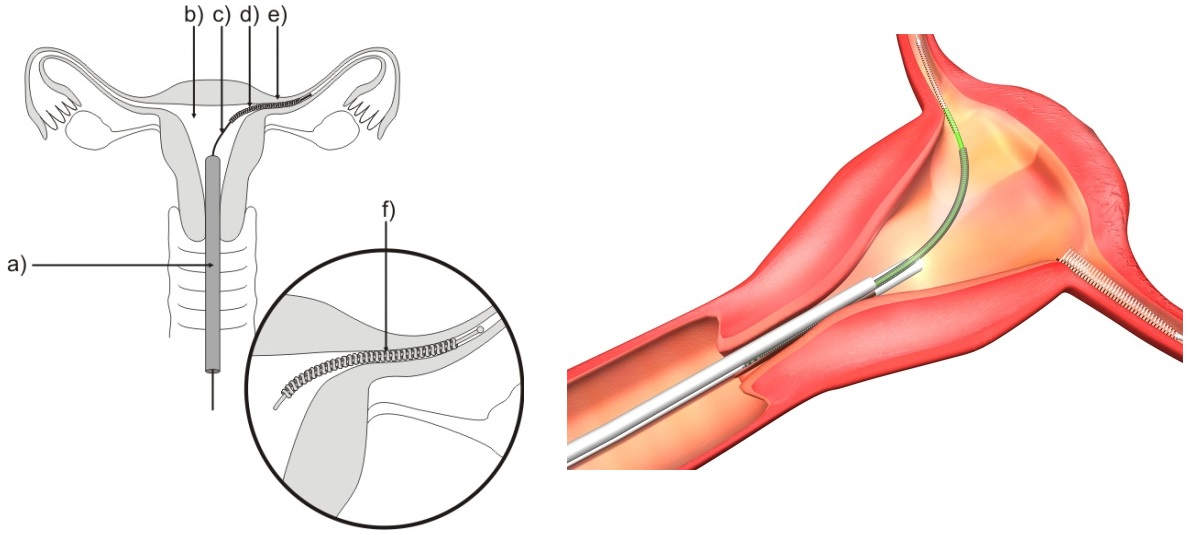
Obr. č. 2: Spirály ESSURE se zavádějí vaginálně pomocí 4 mm úzkého hysteroskopu, který umožňuje opticky celý zákrok kontrolovat. Zákrok trvá 5 - 10 minut, je bezbolestný, není potřeba narkózy.

#### Hysteroskopická ambulantní sterilizace
Hysteroskopická ambulantní sterilizace – v současné době se rozšiřují metody sterilizace prováděné přes pochvu a přes dělohu. Do vejcovodu ústícího v dutině děložní byla v minulosti zaváděna buď látka, která vejcovod uzavře přímo jizvením (silikon, quinacrin aj.), nebo se vkládala tělíska plnící funkci jakési zátky (polyethylen, nylon aj.). Od těchto metod bylo pro nespolehlivost upuštěno. V České republice je od roku 2012 dostupný jediný způsob z těchto metod, jedná se o ESSURE systém, kdy se vkládá do každého z obou vejcovodů expandující nikl-titanová spirálka obsahující polyethylen, který způsobí vytvoření biologické zátky a vejcovod je trvale zneprůchodněn – obr. č. 2. Zajímavé je, že se výkon provádí bez jakéhokoliv znecitlivění a žena odchází ihned domů.

### Sterilizace muže
Sterilizace mužů se provádí podvázáním chámovodů (vasektomie). K operaci stačí lokální umrtvení. Po drobném naříznutí šourku může dojít k podvázání nebo přerušení obou chámovodů. Řez na šourku je tak malý, že se často ani nemusí zašívat a zahojí se sám. Tato metoda je velice bezpečná a s minimem komplikací, je prováděna urology. Nefunguje ihned, je nutno vyšetření kontrolního spermiogramu s odstupem 15-30 ejakulací. V některých zemích jde o častou metodu antikoncepce, ale v České republice je málo využívána.

### Chemická sterilizace
Jako chemická sterilizace (mužů i žen) se označuje podávání lékařských přípravků (prášků, pilulek), způsobujících neplodnost (inhibují tvorbu vajíček u žen a spermií u mužů). Na rozdíl od ostatních postupů je tento neinvazivní a do velké míry vratný.

## Plošné sterilizace
Plošná a nedobrovolná sterilizace určité skupiny obyvatelstva se neslučuje s demokratickými principy ani lidskými právy, přesto k ní v historii v několika případech či za určitých podmínek došlo.
Známá byla sterilizace žen v koncentračních a vyhlazovacích táborech za II. světové války; v některých případech docházelo k hromadným sterilizacím na tisících nic netušících občanů v rámci různých tajných státních projektů, ale jindy (typicky v 1. polovině 20. století) byly tyto programy veřejně projednané a schválené. Příkladem může být Virginia Eugenical Sterilization Act, v jehož rámci bylo ve Virginii mezi lety 1924 a 1979 sterilizováno minimálně 65 tisíc Američanů.

## Právní rámec sterilizace v České republice
Sterilizaci nově upravuje zákon č. 373/2011 Sb., o specifických zdravotních službách, v platném znění, který nahradil směrnici starou 40 let. Sterilizace může být provedena ze zdravotních nebo jiných než zdravotních důvodů. Zdravotními důvody se rozumí takové nemoci nebo vady, u nichž existuje vysoká míra pravděpodobnosti vážného ohrožení zdraví nebo života matky v důsledku těhotenství či  porodu, nebo zdravého vývoje plodu nebo zdraví, příp. života budoucího dítěte. Ze zdravotních důvodů lze provést sterilizaci osobě starší 18 let, která musí k výkonu udělit souhlas, přičemž mezi souhlasem a výkonem musí uplynout nejméně 7 dnů.
Bez zdravotních důvodů může o zákrok požádat každý občan starší 21 let na základě písemné žádosti, mezi souhlasem a výkonem v tomto případě je vyžadována lhůta nejméně 14 dnů. Pacient musí být poté poučen svým ošetřujícím lékařem o povaze zákroku a jeho možných rizicích, a to v přítomnosti svědka z řad zdravotních pracovníků. Bude-li chtít, má právo i na přítomnost dalšího svědka. Nový zákon vyžaduje souhlas komise jen v následujících případech: u pacienta s omezenou svéprávností tak, že není způsobilý posoudit poskytnutí zdravotních služeb, popřípadě důsledky jejich poskytnutí; a u nezletilého pacienta.

## Rizika sterilizace
Nejobávanějším rizikem je možnost, že si žena či muž následně vše třeba po letech rozmyslí – proto je velmi důležité, aby žadatelé byli důkladně poučeni o charakteru zákroku a o trvalé neplodnosti jako jeho důsledku. Opatření daná zákonem (např. 14denní lhůta, než se k samotnému zákroku předstoupí atd.) směřují právě k tomu, aby rozhodnutí o sterilizaci nečinili žadatelé neuváženě, pod tlakem momentální situace nebo ve stresu. Dosáhnout těhotenství je poté možno jen metodami oplodnění ve zkumavce, in vitro fertilizací, IVF.
V roce 1998 při revizi anglické odborné literatury bylo nalezeno více než 200 anglicky psaných odborných článků pojednávající o post-sterilizačním syndromu u žen. Jedná se o následné poruchy menstruačního cyklu, zvýšené krvácení, změny sexuálního chování a libida a zvýšení premenstruačního syndromu. Pojednání je možno nalézt i v současné literatuře. Zdroje se shodují, že nebyly vystopovány hormonální změny v těle ženy, ale zejména u žen, které jsou mladší 30 let může k těmto nežádoucím projevům dojít. Nicméně se přesto jedná o malé riziko.

## Spolehlivost sterilizace jako antikoncepční metody
Sterilizace patří mezi nejspolehlivější antikoncepční metody, její selhání se počítá na zlomky procenta (Pearlův index 0,02–0,5) a může nastat pouze tehdy, když je přerušení
vejcovodu provedeno nedostatečně, nebo vzácně dojde v důsledku individuální silně vyvinuté reparační schopnosti organizmu k jeho opětovnému samovolnému zprůchodnění.

## Současný pohled na spojitost vejcovodů a zhoubného nádoru vaječníku
V současné době se ukazuje, že vejcovody mají úzký vztah ke zhoubnému nádoru vaječníku. Zjistilo se, že pouhá sterilizace ženě snižuje až o 30 % riziko tohoto nádoru a odstranění vejcovodu o 60-70 %, proto bude ke zvážení kompletního odstranění vejcovodů při provádění sterilizace při příhodných podmínkách.